# Séries de divisions de la Ligue américaine de baseball 2008
Les Séries de divisions de la Ligue américaine de baseball sont la première ronde de séries éliminatoires dans les Ligues majeures de baseball, devant mener à la Série mondiale. Elles sont constituées de deux séries trois de cinq, opposant les champions des trois divisions de la Ligue américaine de baseball ainsi qu'une équipe qualifiée comme meilleure deuxième.
Les Séries de divisions ont débuté le mercredi 1er octobre 2008 et se sont terminées le 6 octobre. Les deux équipes gagnantes, les Rays de Tampa Bay et les Red Sox de Boston, se sont ensuite affrontées en Série de championnat de la Ligue américaine de baseball.

## Angels de Los Angeles vs. Red Sox de Boston
Avec 100 victoires contre 62 revers, les Angels de Los Angeles ont connu la meilleure saison de leur histoire, étant de plus la seule équipe du baseball majeur à remporter cent matchs en 2008. Ils n'ont jamais vraiment été inquiété dans leur conquête du championnat de la section Ouest, la division la plus faible des majeures où aucune autre équipe n'a joué au-dessus de la moyenne de ,500. Les Angels se sont assurés du titre de section le 10 septembre, éliminant définitivement les Rangers du Texas, qui terminèrent la saison à 21 parties du premier rang. Les Angels n'ont pris part qu'une fois à la Série mondiale, qu'ils avaient remportée en 2002.
Vainqueurs de la Série mondiale 2007, les Red Sox de Boston se sont qualifiés en 2008 en tant que meilleurs deuxièmes dans l'américaine. Après une chaude lutte tout au long de la saison dans la division la plus compétitive du baseball, les Sox ont pris le second rang dans l'Est avec 95 victoires et 67 défaites, deux parties derrière les Rays de Tampa Bay. Ils ont conservé la 3e meilleure fiche de leur ligue et la 4e meilleure des majeures.
Au cours de la saison régulière 2008, les Angels ont eu le meilleur sur les Red Sox dans 8 de leurs 9 affrontements. Avant d'entreprendre cette série, Boston avait cependant remporté les 9 derniers matchs éliminatoires entre les deux clubs. 

### Calendrier des rencontres
| Match | Date        | Visiteur              | Hôte                  | Score              |
| ----- | ----------- | --------------------- | --------------------- | ------------------ |
| 1     | 1er octobre | Red Sox de Boston     | Angels de Los Angeles | 4 - 1              |
| 2     | 3 octobre   | Red Sox de Boston     | Angels de Los Angeles | 7 - 5              |
| 3     | 5 octobre   | Angels de Los Angeles | Red Sox de Boston     | 5 - 4 (12 manches) |
| 4     | 6 octobre   | Angels de Los Angeles | Red Sox de Boston     | 2 - 3              |

### Match 1
Mercredi 1er octobre 2008 (22h00 UTC-5) au Angel Stadium, Anaheim, Californie.
| Red Sox de Boston | 0 | 0 | 0 | 0 | 0 | 2 | 0 | 0 | 2 | 4 | 8 | 1 |
| Angels de Los Angeles | 0 | 0 | 1 | 0 | 0 | 0 | 0 | 0 | 0 | 1 | 9 | 1 |
| Lanceurs partants : BOS : Jon Lester LAA : John Lackey Vic. : Jon Lester (1-0) Déf. : John Lackey (0-1) Sauv. : Jonathan Papelbon (1) HRs : BOS : Jason Bay (1) |   |   |   |   |   |   |   |   |   |   |   |   |

Bien que les champions de l'Ouest ouvrent la marque en 3e sur un simple de Torii Hunter aux dépens du partant Jon Lester, ce sera tout ce que les Angels pourront marquer contre les lanceurs des Sox. Lester accorde six coups sûrs en sept manches pour la victoire, Masterson et Papelbon viennent terminer le travail. Jason Bay, acquis des Pirates de Pittsburgh à la mi-saison dans l'échange à trois équipes ayant envoyé Manny Ramirez chez les Dodgers, frappe un circuit de deux points en quatrième manche contre John Lackey pour placer Boston en avant 2-1. Les Red Sox ajoutent deux points d'assurance en début de 9e sur des simples de Jacoby Ellsbury et David Ortiz. Au monticule pour les Angels, Lackey n'aura accordé que 4 coups sûrs en six manches et deux tiers, mais sera crédité de la défaite.

### Match 2
Vendredi 3 octobre 2008 au Angel Stadium, Anaheim, Californie.
| Red Sox de Boston | 4 | 0 | 0 | 1 | 0 | 0 | 0 | 0 | 2 | 7 | 14 | 1 |
| Angels de Los Angeles | 1 | 0 | 0 | 1 | 1 | 0 | 1 | 1 | 0 | 5 | 11 | 2 |
| Lanceurs partants : BOS : Daisuke Matsuzaka LAA : Ervin Santana Vic. : Jonathan Papelbon (1-0) Déf. : Francisco Rodriguez (0-1) HRs : BOS : Jason Bay (2), J.D. Drew (1) |   |   |   |   |   |   |   |   |   |   |    |   |

Les Red Sox ont ouvert la marque avec une poussée de quatre points en première manche, durant laquelle Jason Bay a claqué son second circuit en deux matchs, un coup bon pour 3 points. Les Angels sont cependant revenus dans le match, créant l'égalité en 8e sur un ballon-sacrifice de Mark Texeira. Mais Boston s'est sauvé avec la victoire en 9e lorsque J.D. Drew a frappé un circuit de deux points aux dépens du meilleur releveur du baseball, Francisco Rodriguez. En signant un deuxième gain à l'extérieur dans cette série, les Red Sox s'assurent de retourner à domicile avec une avance de 2-0 dans la série, eux qui ont remporté leurs 11 derniers affrontements contre les Angels en séries d'après-saison.

### Match 3
Dimanche 5 octobre 2008 au Fenway Park, Boston, Massachusetts.
| Angels de Los Angeles | 1 | 0 | 2 | 0 | 1 | 0 | 0 | 0 | 0 | 0 | 0 | 1 | 5 | 16 | 0 |
| Red Sox de Boston | 0 | 3 | 0 | 0 | 1 | 0 | 0 | 0 | 0 | 0 | 0 | 0 | 4 | 7  | 0 |
| Lanceurs partants : LAA : Joe Saunders BOS : Josh Beckett Vic. : Jered Weaver (1-0) Déf. : Javier Lopez (0-1) HRs : LAA : Mike Napoli (1,2) |   |   |   |   |   |   |   |   |   |   |   |   |   |    |   |

Tirant de l'arrière 3-1 après deux manches, les Angels créent l'égalité sur un circuit de deux points de Mike Napoli en 3e. En 5e, Napoli frappe son deuxième circuit du match pour placer Los Angeles en avant 4-3. Kevin Youkilis forcera la prolongation avec un double productif en fin de 8e contre Scot Shields. En 12e, contre le releveur Javier Lopez, Erick Aybar frappe un coup sûr qui pousse Mike Napoli au marbre. Les Angels évitent l'élimination en l'emportant 5-4.

### Match 4
Lundi 6 octobre 2008 au Fenway Park, Boston, Massachusetts.
| Angels de Los Angeles                                                                                         | 0 | 0 | 0 | 0 | 0 | 0 | 0 | 2 | 0 | 2 | 6 | 1 |
| Red Sox de Boston                                                                                             | 0 | 0 | 0 | 0 | 2 | 0 | 0 | 0 | 1 | 3 | 9 | 0 |
| Lanceurs partants : LAA : John Lackey BOS : Jon Lester Vic. : Manny Delcarmen (1-0) Déf. : Scot Shields (0-1) |   |   |   |   |   |   |   |   |   |   |   |   |

Limité à quatre coups sûrs et blanchis en sept manches par Jon Lester, les Angels comblent un déficit de 0-2 en 8e manche face au releveur Hideki Okajima, alors que Torii Hunter frappe un simple de deux points. Mais en fin de 9e, les Red Sox mettent fin au match et à la série. Face au releveur Scot Shields, qui avait gaspillé l'avance des Angels la veille, Jed Lowrie cogne un simple qui fait marquer Jason Bay. Boston remporte le match 3-2 et passe en Série de championnat en éliminant les Angels en quatre parties.

## Rays de Tampa Bay vs. White Sox de Chicago
Au cours des dix premières saisons de leur histoire, les Rays de Tampa Bay ont offert à leurs partisans de pitoyables performances, ne pouvant faire mieux qu'une saison de 70 victoires -contre 91 défaites- en 2004. Après une décennie d'insuccès et une saison de 66-96 en 2007, les Rays sont passés en 2008 du dernier au premier rang de la section Est, remportant leur premier championnat de division avec une fiche victoires-défaites de 97-65. Les Rays s'étaient déjà assurés le 20 septembre d'une première présence en éliminatoires dans l'histoire de la franchise, avant de définitivement semer les Red Sox de Boston dans la course au premier rang à la suite d'un revers de ces derniers le 26 septembre. Tampa Bay compléta la saison deux matchs devant Boston. Le 6 août, les Rays battaient leur propre record de victoires en une année, en route vers le second meilleur dossier de la Ligue américaine et le 3e meilleur des ligues majeures.
Les White Sox de Chicago ont dû batailler jusqu'à la fin de la saison et même disputer un match de plus pour être couronnés champions de la division Centrale. Les Sox et les Twins du Minnesota s'échangèrent en effet le premier rang dans le dernier droit de la saison, pour terminer avec des dossiers identiques et forcer la présentation d'un match-suicide le 30 septembre. Dans ce 163e match régulier joué par les deux clubs, les White Sox eurent le meilleur 1 à 0 pour s'assurer du titre, terminant avec une fiche de 89-74. Les White Sox n'avaient pas participé aux séries depuis 2005, année de leur dernière conquête de la Série mondiale.

### Calendrier des rencontres
| Match | Date      | Visiteur             | Hôte                 | Score |
| ----- | --------- | -------------------- | -------------------- | ----- |
| 1     | 2 octobre | White Sox de Chicago | Rays de Tampa Bay    | 4 - 6 |
| 2     | 3 octobre | White Sox de Chicago | Rays de Tampa Bay    | 2 - 6 |
| 3     | 5 octobre | Rays de Tampa Bay    | White Sox de Chicago | 3 - 5 |
| 4     | 6 octobre | Rays de Tampa Bay    | White Sox de Chicago | 6 - 2 |

### Match 1
Jeudi 2 octobre 2008 (14h30 UTC-5) au Tropicana Field, St. Petersburg, Floride.
| White Sox de Chicago | 0 | 0 | 3 | 0 | 0 | 0 | 0 | 0 | 1 | 4 | 7  | 0 |
| Rays de Tampa Bay | 0 | 1 | 3 | 0 | 2 | 0 | 0 | 0 | X | 6 | 11 | 0 |
| Lanceurs partants : CWS : Javier Vázquez TB : Jamie Shields Vic. : James Shields (1-0) Déf. : Javier Vázquez (0-1) Sauv. : Dan Wheeler (1) HRs : CWS : Dewayne Wise (1), Paul Konerko (1) TB : Evan Longoria (1,2) |   |   |   |   |   |   |   |   |   |   |    |   |

Pour le premier match de séries éliminatoires dans l'histoire de la franchise des Rays, la vedette de la soirée fut la recrue Evan Longoria avec 3 coups sûrs, deux circuits et 3 points produits. En frappant ses deux circuits lors de ses deux premières présences au bâton face au lanceur partant Javier Vázquez, il est devenu le deuxième joueur à accomplir cette performance en séries éliminatoires après Gary Gaetti en 1987. Les Rays ont marqué grâce aux coups sûrs d'Akinori Iwamura et de Carl Crawford. Les White Sox ont marqué par DeWayne Wise (circuit pour 3 points) et Paul Konerko (circuit en solo).

### Match 2
Vendredi 3 octobre 2008 (18h00 UTC-5) au Tropicana Field, St. Petersburg, Floride.
| White Sox de Chicago | 2 | 0 | 0 | 0 | 0 | 0 | 0 | 0 | 0 | 2 | 12 | 1 |
| Rays de Tampa Bay | 0 | 1 | 0 | 0 | 2 | 0 | 0 | 3 | X | 6 | 12 | 0 |
| Lanceurs partants : CWS : Mark Buehrle TB : Scott Kazmir Vic. : Scott Kazmir (1-0) Déf. : Mark Buehrle (0-1) HRs: TB : Akinori Iwamura |   |   |   |   |   |   |   |   |   |   |    |   |

Les White Sox ont pris les devants 2-0 en première manche sur un simple de Jim Thome et un ballon-sacrifice de Alexei Ramirez. Puis les Rays sont revenus de l'arrière pour prendre l'avance 3-2 dans la rencontre sur le circuit de deux points d'Akinori Iwamura en 5e manche. En 8e, Tampa Bay a mis le match hors de portée des Sox en inscrivant 3 points, sur des simples de Carl Craw et Rocco Barlelli, puis sur un double de Dioner Navarro. Avec un gain de 6-2, les Rays mènent la série 2-0 et les White Sox feront face à l'élimination dans le match #3 à Chicago.

### Match 3
Dimanche 5 octobre 2008 au U.S. Cellular Field, Chicago, Illinois.
| Rays de Tampa Bay | 0 | 1 | 0 | 0 | 0 | 0 | 2 | 0 | 0 | 3 | 8 | 0 |
| White Sox de Chicago | 0 | 0 | 1 | 3 | 0 | 1 | 0 | 3 | X | 5 | 7 | 0 |
| Lanceurs partants : TB : Matt Garza CWS : John Danks Vic. : John Danks (1-0) Déf. : Matt Garza (0-1) Sauv. : Bobby Jenks (1) HRs : TB : B.J. Upton |   |   |   |   |   |   |   |   |   |   |   |   |

Les White Sox reviennent dans la série à la faveur d'une poussée de trois points en 4e manche, durant laquelle Alexei Ramirez produit un point avec un ballon-sacrifice puis Dewayne Wise fait marquer deux coureurs avec un double. En 7e, les Rays réduisent l'écart sur un circuit de deux points de B.J. Upton, mais les champions de l'Est s'inclineront finalement 5-3.

### Match 4
Lundi 6 octobre 2008 au U.S. Cellular Field, Chicago, Illinois.
| Rays de Tampa Bay | 1 | 0 | 1 | 2 | 1 | 0 | 1 | 0 | 0 | 6 | 10 | 0 |
| White Sox de Chicago | 0 | 0 | 0 | 1 | 0 | 1 | 0 | 0 | 0 | 2 | 4  | 0 |
| Lanceurs partants : TB : Andy Sonnanstine CWS : Gavin Floyd Vic. : Andy Sonnanstine (1-0) Déf. : Gavin Floyd (0-1) HRs : TB : B.J. Upton (2,3) CWS : Paul Konerko (2), Jermaine Dye (1) |   |   |   |   |   |   |   |   |   |   |    |   |

Auteur d'un circuit dans une cause perdante la veille, B.J. Upton en frappe deux autres dans le match # 4. Ses deux coups en solo placent Tampa Bay en avant 2-0. Les visiteurs portent la marque à 4-0 sur un double de Cliff Floyd et un simple de Dioner Navarro. Les Rays avancent en Série de championnat avec ce gain de 6-2. Paul Konerko et Jermaine Dye frappent des circuits dans la défaite des White Sox.